# فاتح بور سيكري
فاتح بور سيكري هي مدينة في منطقة أغرا من ولاية اتر برديش، الهند. تأسست المدينة في عام 1569 من قبل الإمبراطور المغولي جلال الدين أكبر، وكانت عاصمة الإمبراطورية المغولية من 1571 إلى 1585، عندما تم التخلي عنها. بعد الانتصارات العسكرية على تشيتوغاره ورانثامبوري أكبر قرر تحويل عاصمته من أغرا إلى موقع جديد 23 ميل (37 كـم) غرب الجنوب الغربي، لتكريم الإمام الصوفي سالم تشيشتي. هنا بدأ بناء المخطط لمدينة مسورة التي أخذت السنوات الخمس عشرة المقبلة في التخطيط والبناء، مع سلسلة من القصور الملكية، قسم للحريم، والمحاكم، ومسجد، ومباني خاصة ومباني المرافق الأخرى.. سُميت المدينة فتح آباد، وسميت في وقت لاحق فاتح بور سيكري. وفي فتحور سيكري ظهرت أساطير أكبر ورجاله المشاهير «التسعة جواهر» أو «نافاراتناس». فاتح بور سيكري هي واحدة من أفضل الأمثلة المحفوظة من العمارة المغولية في الهند.
وفقا للمؤرخين المعاصرين، تولي أكبر اهتماما كبيرا في بناء فاتح بور سيكري وربما أيضا أملي فيها أسلوبه المعماري. سعى إلى إحياء روائع المراسم الملكية الفارسية الشهيرة الذي أدلى بها جده الأكبر تيمور. خطط أكبر للمجمع على المبادئ الفارسية. ولكن التأثيرات من الأراضي المعتمدة جاء من الزينة الهندي المعتادة. سهولة الحجر الرملي في المناطق المجاورة لفاتح بور سيكري يعني أيضا أن جميع المباني هنا كانت مصنوعة من الحجر الأحمر. يتكون مجمع القصر الإمبراطوري من عدد من الأجنحة المستقلة مرتبة في الهندسة الرسمية على قطعة من مستوى الأرض، وهو نمط مستمد من مخيمات خيام عربية وآسيوية. في مجملها، فإن الآثار في فاتح بور سيكري تعكس بالتالي عبقرية أكبر في استيعاب التأثيرات المعمارية الإقليمية المتنوعة ضمن نمط شامل التي كانت فريدة من نوعها.
تم التخلي عن مجمع الإمبراطوري في 1585، بعد وقت قصير من اكتمالها، وذلك بسبب استنفاد البحيرة الصغيرة الربيعية التي تزود المدينة بالماء، وقربها مع راجبوتانا، التي كانت مع الإمبراطورية المغولية في كثير من الأحيان في حالة حرب. وبالتالي تحولت العاصمة إلى لاهور حيث أن أكبر يمكن أن يكون قاعدة في الجزء الأكثر استقرارا من الإمبراطورية، قبل أن ينتقل مرة أخرى إلى أغرا في 1598، حيث كان قد بدأ حكمه كما تحول تركيزه إلى الدكن. في الواقع، لم يعود إلى المدينة إلا لفترة وجيزة في 1601. واحتلت إمبراطورية ماراثا القصور بعد غزوها دلهي، ثم نقلت إلى الجيش البريطاني، الذي استخدم المجمع المحصن كمقر وثكنة. و بدأ الترميم تحت إشراف اللورد كرزون.

## معرض

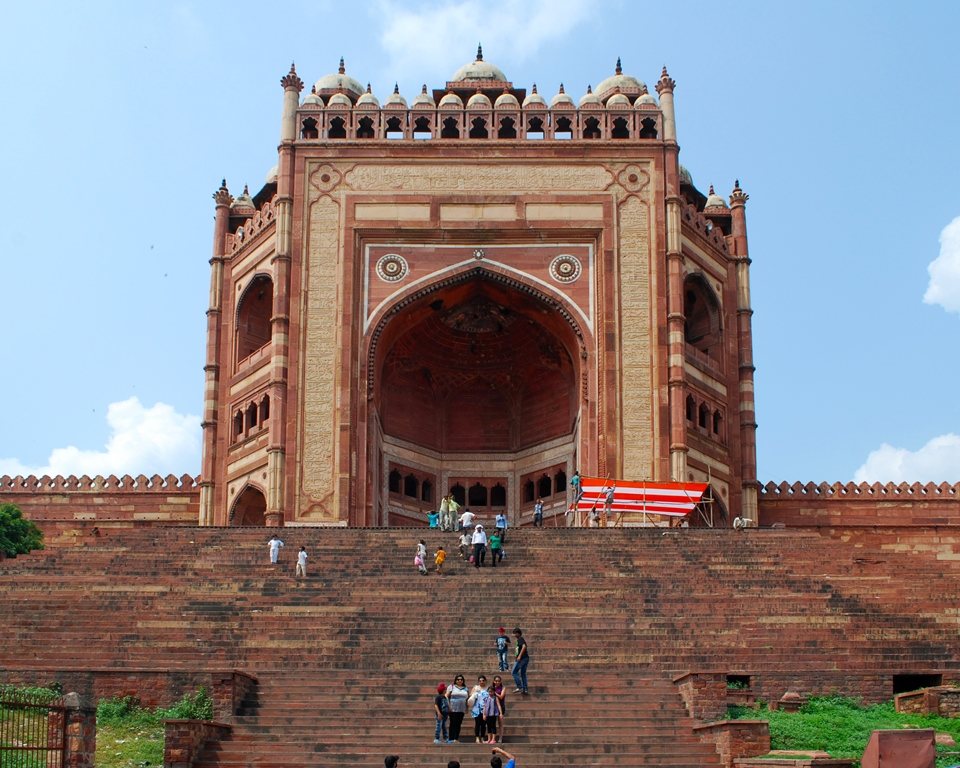
بولاند دروزة
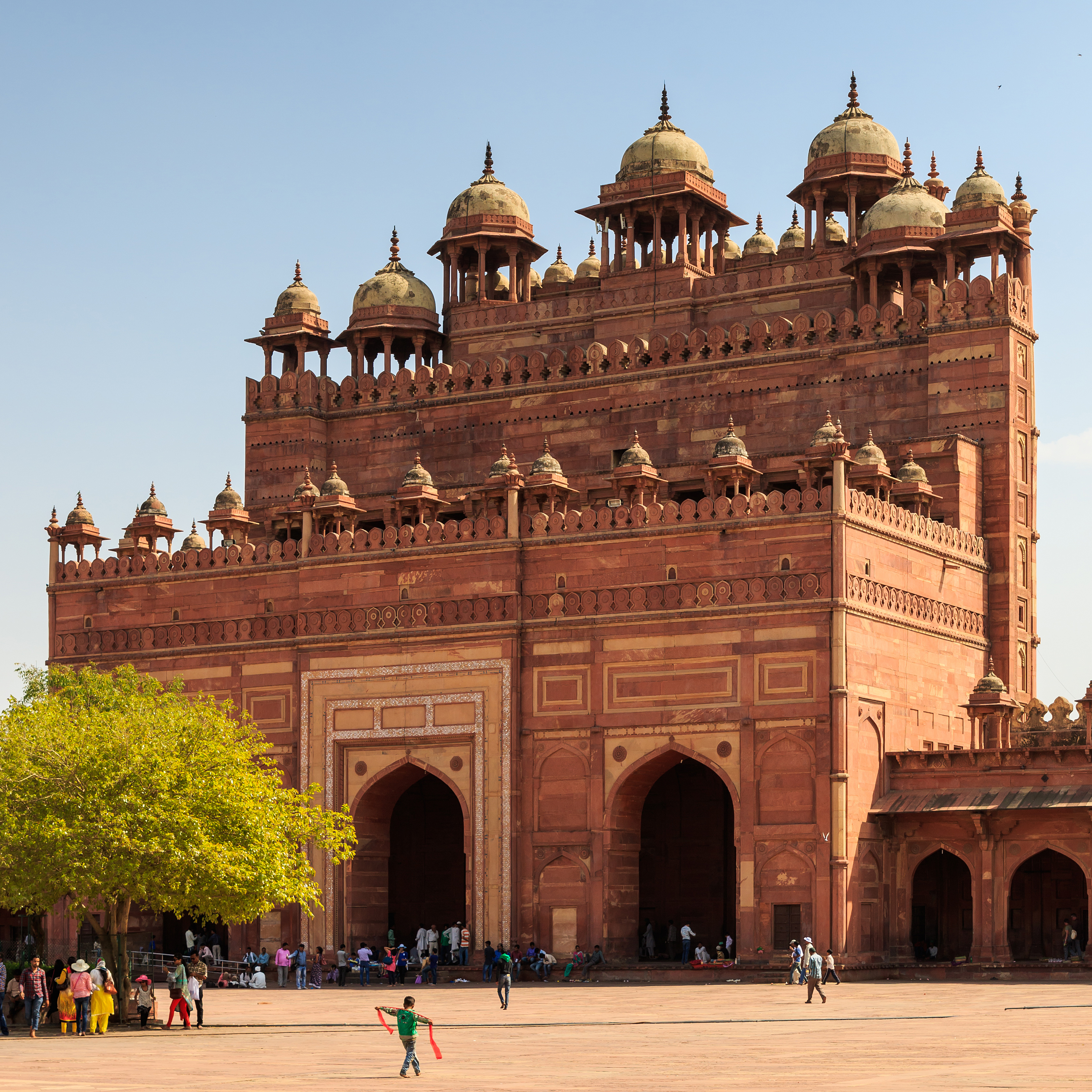
الجانب الخلفي لبولاند دروزة.
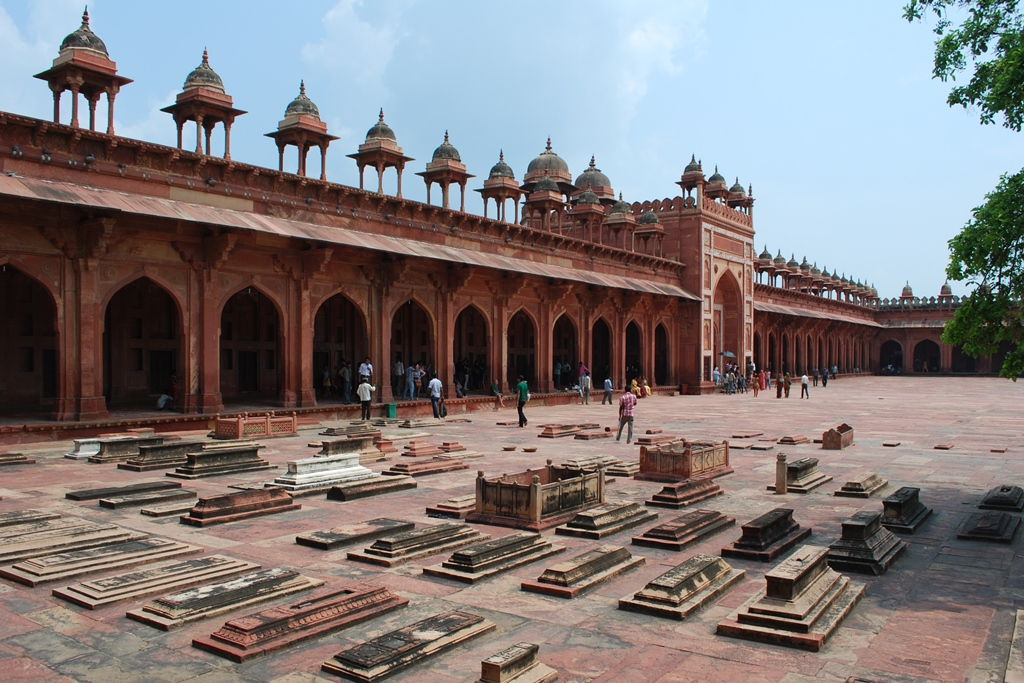
بوابة الملك
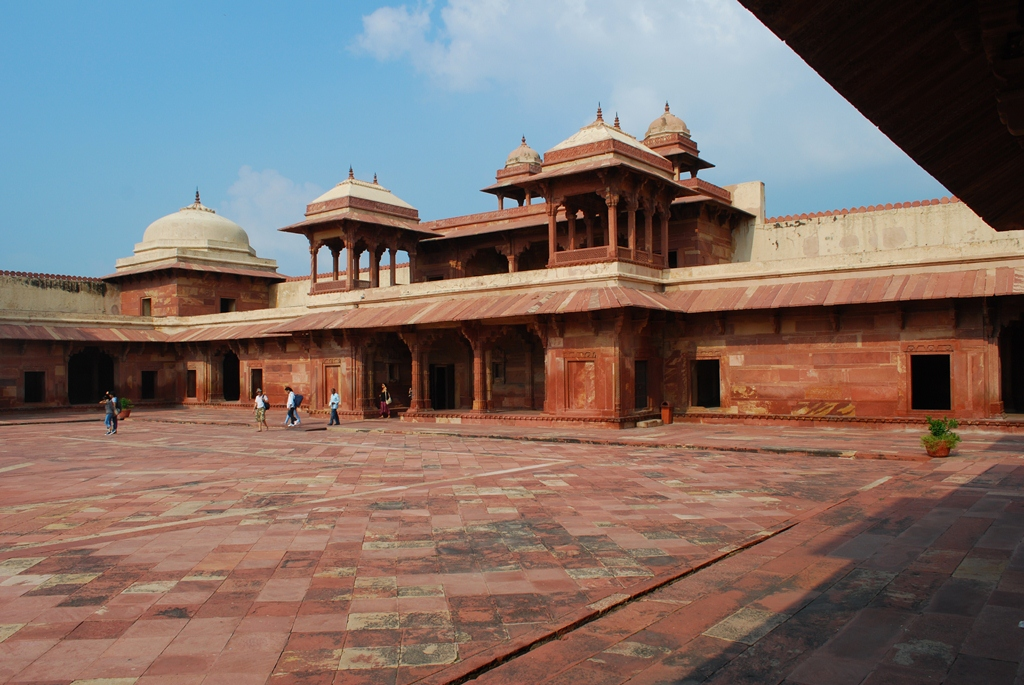
مدخل إلى قصر الملكة
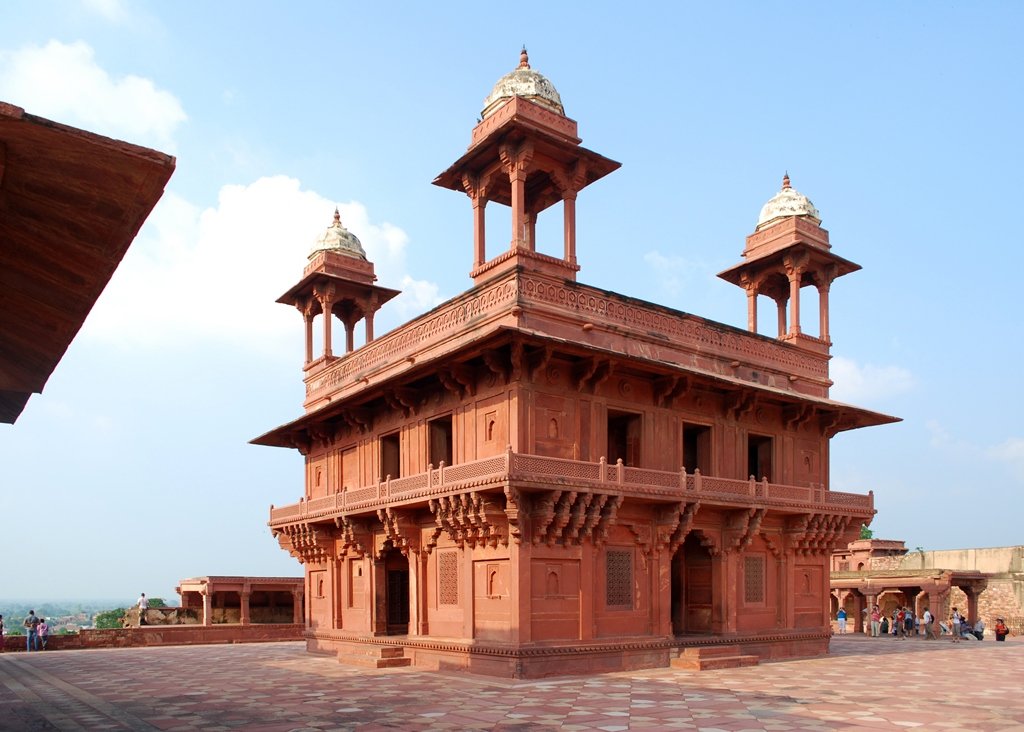
الديوان الخاص
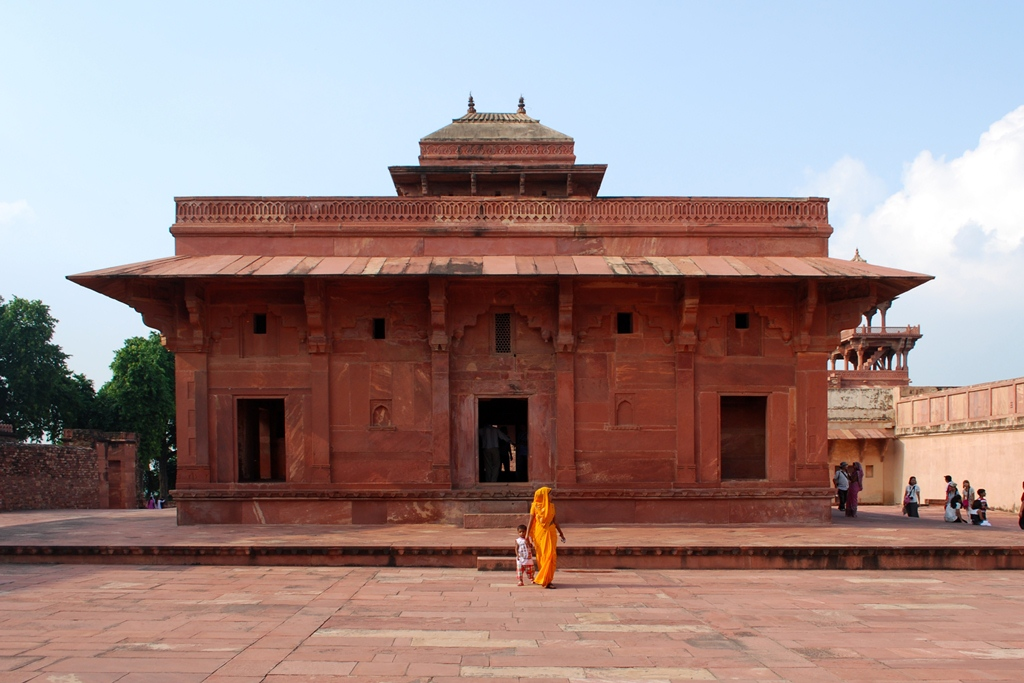
منزل مريم الزمان
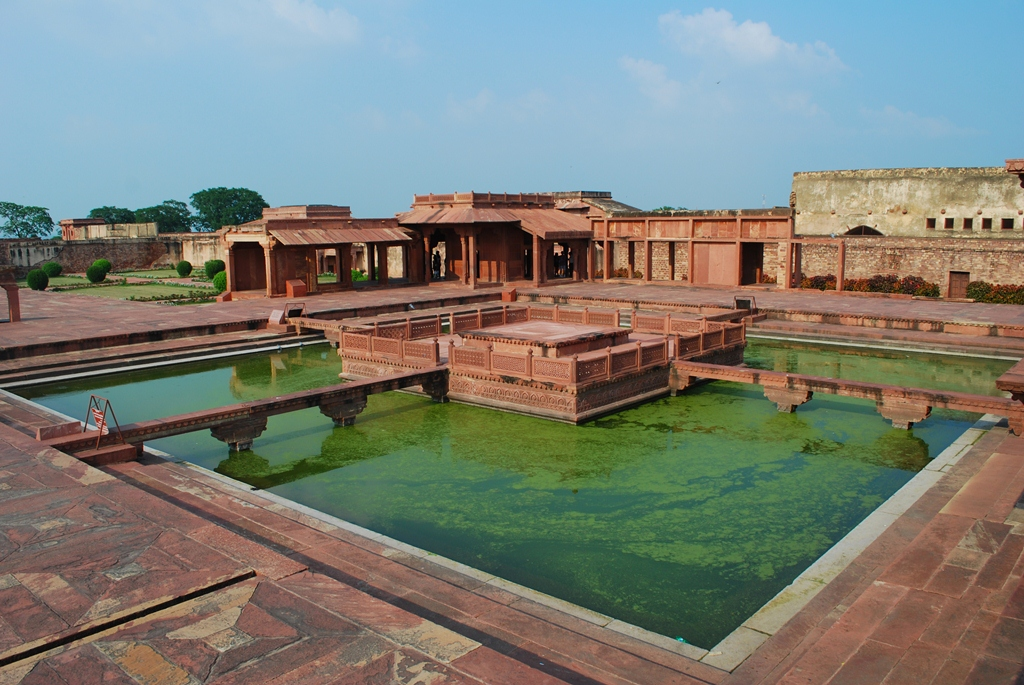
أنوب تالاو